# Piolho-da-fava
O piolho-da-fava (afídio-da-fava, afídeo-da-fava ou pulgão-da-fava), cujo nome científico é Aphis rumicis é um afídio da família Aphididae, subfamília Aphidinae. Tem o corpo negro. É uma espécie polífaga, não se limitando às favas, como se pode depreender do seu nome, podendo colonizar mais de 200 espécies de plantas (como a videira, feijão, etc). Geralmente, ocupa os caules e folhas superiores, junto ao botão terminal. O sirfídeo Allograpta obliqua pode utilizar o organismo destes afídeos como hospedeiro das suas larvas.